# Lijst van films (1900-1909)
Dit is een lijst van films uit de periode 1900-1909.

## 0-9
- 20000 lieues sous les mers (1907)

## A
- After Many Years (1908)
- Antony and Cleopatra (1908)
- At the Altar (1909)
- The Adventures of Dollie (1908)
- The Adventures of Dollie (1908)
- The Assassination of the Duke de Guise (1908)
- The Awakening (1909)

## B
- Balked at the Altar (1908)
- Ben Hur (1907)
- Betsy Ross Dance (1903)
- The Broken Locket (1909)

## C
- A Christmas Carol (1908)
- A Corner in Wheat (1909)
- Clowns Spinning Hats (1900)
- La chrysalide et le papillon d'or (1901, ook bekend als The Brahmane and the Butterfly)
- The Cardinal's Conspiracy (1909)
- The Country Doctor (1909)
- The Cowboy Millionaire (1909)
- The Curtain Pole (1909)

## D
- A Drunkard's Reformation (1909)
- Dr. Jekyll and Mr. Hyde (1908)
- Dream of a Rarebit Fiend (1906)
- The Death Disc: A Story of the Cromwellian Period (1909)
- The Drive for a Life (1909)

## E
- The Enchanted Drawing (1900)

## F
- Fools of Fate (1909)
- Mr. Flip (1909)
- The Faded Lilies (1909)
- The Fight for Freedom (1908)

## G
- De Greep (1909)
- Getting Even (1909)
- The Girl from Paris (1900)
- The Golden Louis (1909)
- The Great Train Robbery (1903)

## H
- El hotel eléctrico (1908)
- Her First Biscuits (1909)
- His Lost Love (1909)
- His Wife's Visitor (1909)
- Humorous Phases of Funny Faces (1906)
- L'Homme à la tête en caoutchouc (1901 ook bekend als De man met het rubberen hoofd)
- The Hessian Renegades (1909)

## I
- In Old Kentucky (1909)
- In the Watches of the Night (1909)
- The Indian Runner's Romance (1909)

## J
- De Jongen met de Bal (1904)

## L
- Les Joyeux microbes (1909)
- Lady Helen's Escapade (1909)
- Le Locataire diabolique (1909)
- Lika mot lika (1906, ook bekend als Gelijk tegen gelijk)
- The Little Darling (1909)
- The Lonely Villa (1909)

## M
- A Midsummer Night's Dream (1909, ook bekend als Een midzomernachtsdroom)
- De mésaventure van een Fransch heertje zonder pantalon aan het strand te Zandvoort (1905)
- Macbeth (1909)
- Money Mad (1908)
- The Mischievous Boys and the Washerwoman (1902)

## N
- Nerone (1909)
- The Necklace (1909)
- The Night Before Christmas (1905)

## O
- Oh, Uncle! (1909)
- Oliver Twist (1909)

## P
- La presa di Roma (1905, ook bekend als La presa di Roma: 20 settembre 1870)
- Le Pendu (1907)
- Princess Nicotine; or, The Smoke Fairy (1909)
- The Peach-Basket Hat (1909)

## Q
- Quo Vadis (1902)

## R
- Rescued from an Eagle's Nest (1908)
- Resurrection (1909)
- Romeo and Juliet (1908)
- The Red Man's View (1909)
- The Renunciation (1909)
- The Reprieve: An Episode in the Life of Abraham Lincoln (1908)

## S
- A Strange Meeting (1909)
- Shut Up! (1902)
- Sweet and Twenty (1909)
- The Sealed Room (1909)
- The Seventh Day (1909)
- The Slave (1909)
- The Son's Return (1909)
- The Story of the Kelly Gang (1906)

## T
- A Trap for Santa Claus (1909)
- A Trip Down Market Street (1906, ook bekend als A Trip Down Market Street Before the Fire)
- Terrible Teddy, the Grizzly King (1901)
- The Taming of the Shrew (1908)
- The Tavern Keeper's Daughter (1908)
- They Would Elope (1909)
- Those Awful Hats (1909)
- To Save Her Soul (1909)
- Tom, Tom, the Piper's Son (1905)

## V
- Le voyage dans la lune (1902, ook bekend als A Trip to the Moon)
- The Violin Maker of Cremona (1909)

## W
- The Way of Man (1909)
- Westinghouse Works (1904)
- What's Your Hurry? (1909)
- When Knighthood Was in Flower (1908)
- Who Said Watermelon (1903)